# 海牛屬
海牛是一类大型水生哺乳动物，在淡水或浅海中生活，以草食为主。属于海牛目海牛科（Trichechidae）的唯一一个属。目前海牛科下有三个海牛物种，它们分别是：亚马逊海牛、西印度海牛和西非海牛，此外還有已滅絕的化石物種西亞馬遜海牛（Trichechus hesperamazonicus），2015年根據馬克·范羅斯瑪倫 （Marc van Roosmalen）對亞馬遜生態的考察研究發現可能是新物種的倭海牛（Trichechus bernhardi），這種海牛僅分布在阿里普阿南河的一條支流，但是否為新物種仍是爭議。成年海牛大约身长3-4米，体重600千克左右，有桨状的脚蹼。海牛目的名字来源于古代传说中，美人鱼形状的神秘生物，它们用歌声诱惑水手们走向死亡。在巴西，海牛被称为（意为：牛魚），在其他西班牙语系的国家被称为（意为：海中的牛）。海牛科的动物一天的绝大部分时间都在睡觉，每 20 分钟会升到水面呼吸一次。
另两种海牛目物种——儒艮及大海牛则属于儒艮科。

## 分类和特征
海牛被认为与6千万年前由陆地上的哺乳四足动物进化而来，与其亲缘关系比较近的长鼻目的大象以及蹄兔目的蹄兔。

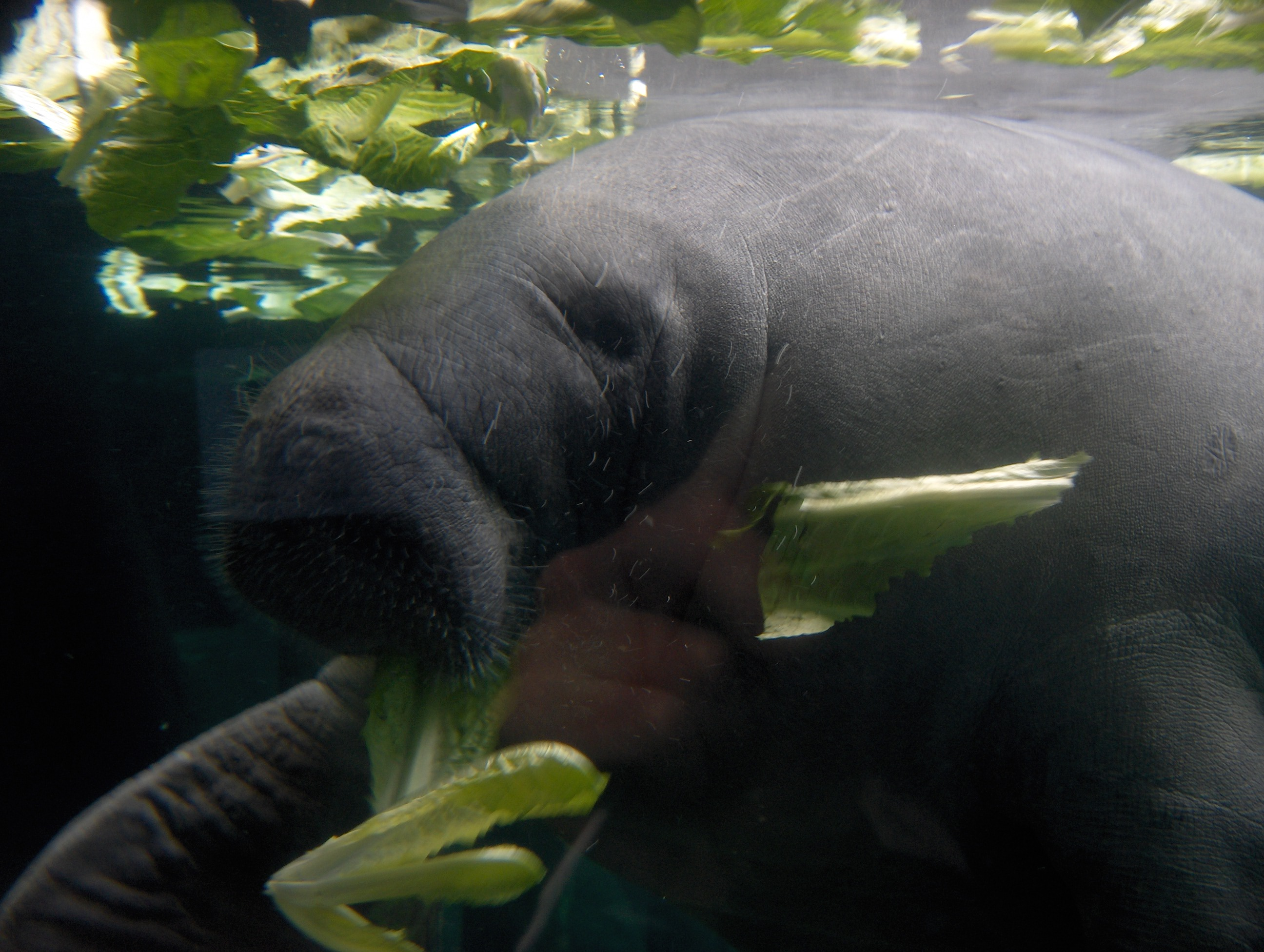
西印度海牛

海牛的的体型很大，成年约3-4米长（雌性海牛通常比雄性体型更大），无背鳍，后肢退化消失演化为宽大成桨状的尾鳍。没有门齿和犬齿，仅具有臼齿，牙齿的替換方式是由口腔深處往前水平地移动，而且换齿的过程持续终生，在同一时间段内，上颌或下颌内的牙齿一般不会超过6颗。有可伸缩的上唇，可以用于含住食物，也有与同类通讯和社交的作用。海牛的皮肤厚重，不具汗腺，前肢基部處各有1個乳頭。肺很大，是浮力的主要來源。与马相似，海牛的胃结构简单，但有一个很大的盲肠以消化粗糙的植物类食物，通常消化道总长度可达45米，远远大于其它同等体积的哺乳动物。
海牛与同属于海牛目的另一科儒艮科动物儒艮在外观上很相近，它们之间的不同点在于尾部的形狀：海牛的尾部扁平略呈圆形，外观类似大型单片的船桨；而儒艮的尾部则是中央分岔的，和鲸相类似。:77-79

## 分布范围

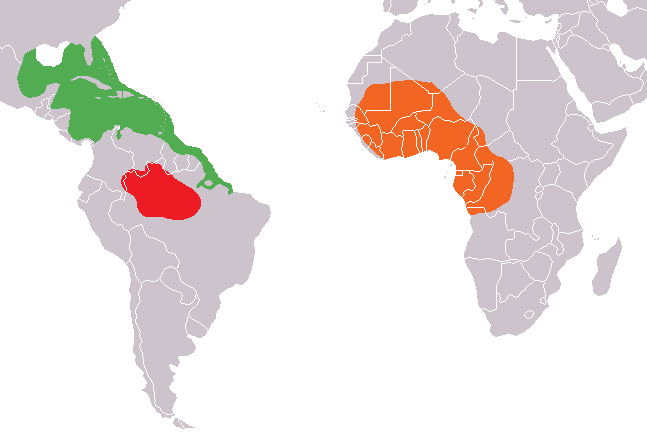
海牛的全球大致分布状况图； 绿色：西印度海牛； 红色：亚马逊海牛； 橙色：西非海牛

海牛主要分布热带海域，包括大西洋海盆一帶的浅海，加勒比海，墨西哥湾以及亚马逊河:77。在现存的三种海牛中：
- 西印度海牛（West Indian manatee）主要分布于加勒比海与南美洲东北部海岸，其中佛罗里达是唯一的一片处于亚热带区域，大约生活着5000只海牛[10]，由于无法在15°C以下的温度中生活，因此那里的很多海牛在冬季时会迁徙到相对温暖的海域。
- 西非海牛（West African Manatee）主要栖息于非洲西部海岸，从塞内加尔河南部到安哥拉的广萨河。与西印度海牛相似的是，它们都会逆流游至大河上游，因此经常出现在河口三角洲与近海多水生植物的浅海平静水域。
- 亚马逊海牛（Amazonian Manatee）仅生存于亚马逊河及其支流流域，它们从未见于海水之中。

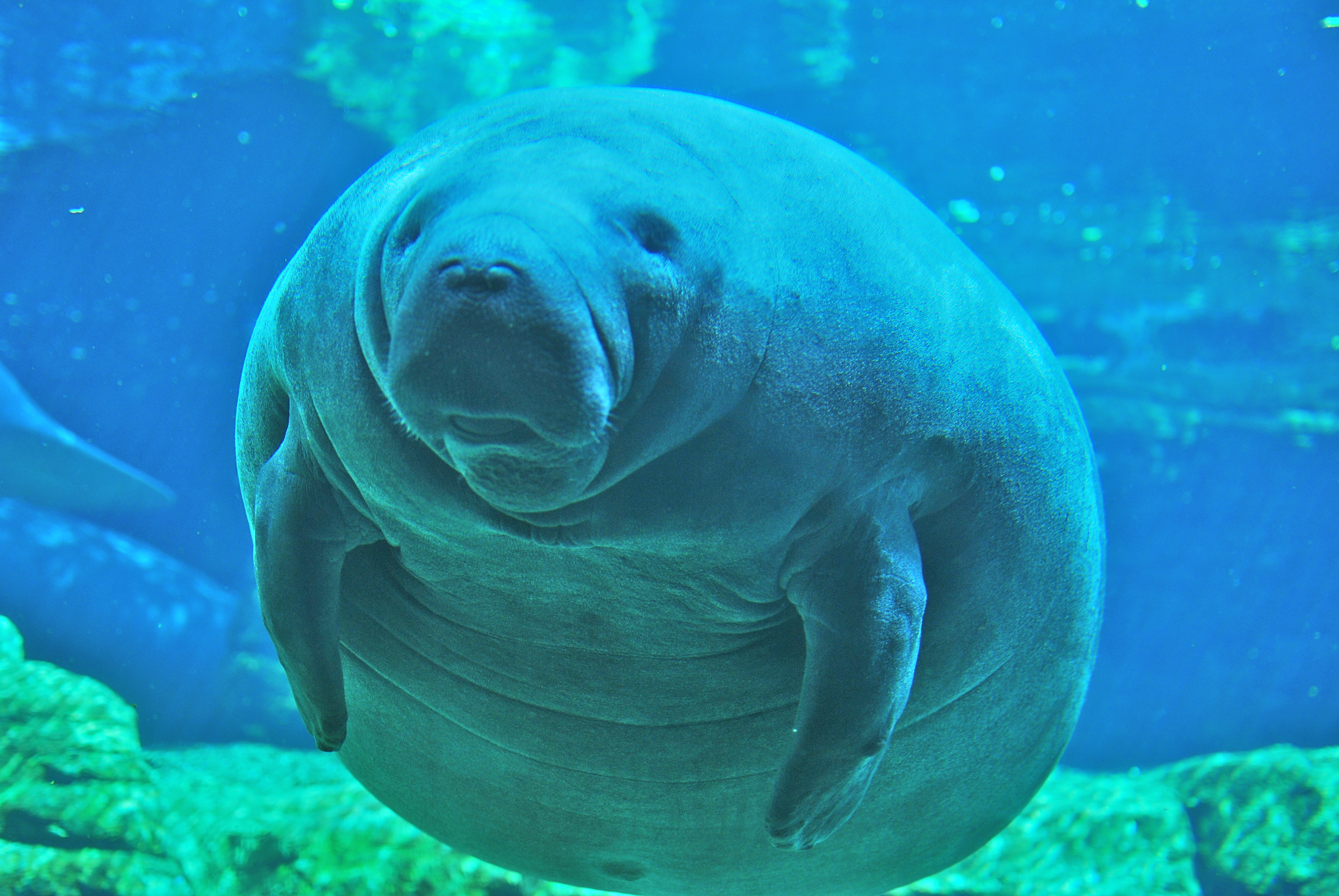
佛罗里达州海洋世界的海牛

## 习性和生活
海牛在水中约有一半时间在睡觉，平均每5分钟浮到水面上呼吸一次，其它的时间中大多都在水面下1-2米处进食。它们主要以各种水生植物为食，包括海草、水藻、红树叶等60多种植物，但偶尔也会食用鱼，海鞘等动物。一只成年海牛每天进食的重量大约相当于其体重的10%，约50千克。 成年的母海牛大约两年怀孕一次，孕期长达11～12个月左右，哺乳期一般持续12-18个月。
海牛的一般移动速度约为每小时5-8千米，但短时间内最快也可达到30千米/时。根据研究，海牛有保留长期记忆的能力，以及学习复杂任务的潜力，在视觉和声音识别方面的智力与海豚相当。海牛会发出各种声音以进行种群内的相互沟通，特别是在母海牛和其幼子之间。成年海牛之间也会相互沟通，进行性行动以及娱乐。人们认为，除了视觉，听觉和触觉之外，味觉和嗅觉也会帮助海牛群体进行交流。

## 濒危现状
现存的的3种海牛在其栖息地皆已濒临灭绝。会捕食海牛的动物很少（有鲨鱼，鳄鱼等），而且被捕食的量通常也很少，不会对海牛种群的生存构成很大的威胁。真正威胁海牛生存的是海牛栖息地的人类活动。海牛移动缓慢，好奇心强，经常发生与海岸居民和游客的摩托艇相撞，被螺旋桨搅伤甚至死亡的事件。由于海牛听觉系统的特点，它们能识别的声音频率比一般的船只发出的频率要高，因此对于周围船发出的声音不敏感，无法及时躲避。有的海牛被人发现身上有多达50道船螺旋桨造成的伤痕，这些创伤有可能导致感染，以致死亡
。佛罗里达大学的研究人员称，尽管在佛罗里达飓风、低温、赤潮等各种因素都在威胁着海牛的生命，但近海沿岸的船只相比对海牛的影响最大，造成了逾1/4的海牛死亡事故。
另外，捕漁時用的器具如魚勾和魚絲都會對海牛造成傷害，吞下的魚絲可能會堵塞海牛的消化系統，最終導致死亡。人類的捕殺也是导致海牛数量下降的因素，由於海牛體內含有豐富的脂肪，加上其肉可作食糧，因此曾被大量獵捕，現在仍有部分地區在市場上販售海牛肉。
發電廠附近的水域常因電廠排出的高溫冷卻水而導致溫度上升，而由於海牛會游到暖水帶避寒，發電廠附近的海域常常可見而成群結隊的海牛，有時可達數百頭以上。海牛漸漸依賴這些人造的暖水帶，冬天不再移居到暖和的熱带海洋。近年來美國有多所發電廠關閉，美國的有關組織正嘗試為海牛維持海水的溫度。

## 其它參考書目
- Pieter A. Folken, Randall R. Reeves, etc. / illustrated by Pieter A. Folkens, 《Guide to MARINE MAMMALS of the World》,Alfred A. Knopf, 2002: p474-477. ISBN 978-0-375-41141-0
- John E. Reynold III and James A. Powell, 《Manatees(Trichechus manatus, T. senegalensis, and T. inunguis)》, edit by William F. Perrin, Bernd Würsig, etc. 《Encyclopedia of marine mammals》, Academic Press, 2002: p709-720. ISBN 978-0-12-551340-1
- David K. Caldwell, 《Manatees - Trichechus manatus Linnaeus, 1758; Trichechus senegalensis Link, 1795 and Trichechus inunguis(Natterer, 1883)》, edited by Sam H. Ridgway and Sir Richard Harrison, F.R.S. 《Handbook of Marine Mammals, Volume 3: The Sirenians and Baleen Whales》, Academic Press, 1989: p33-66. ISBN 978-0-12-588504-1